# Noordelijk Filharmonisch Orkest

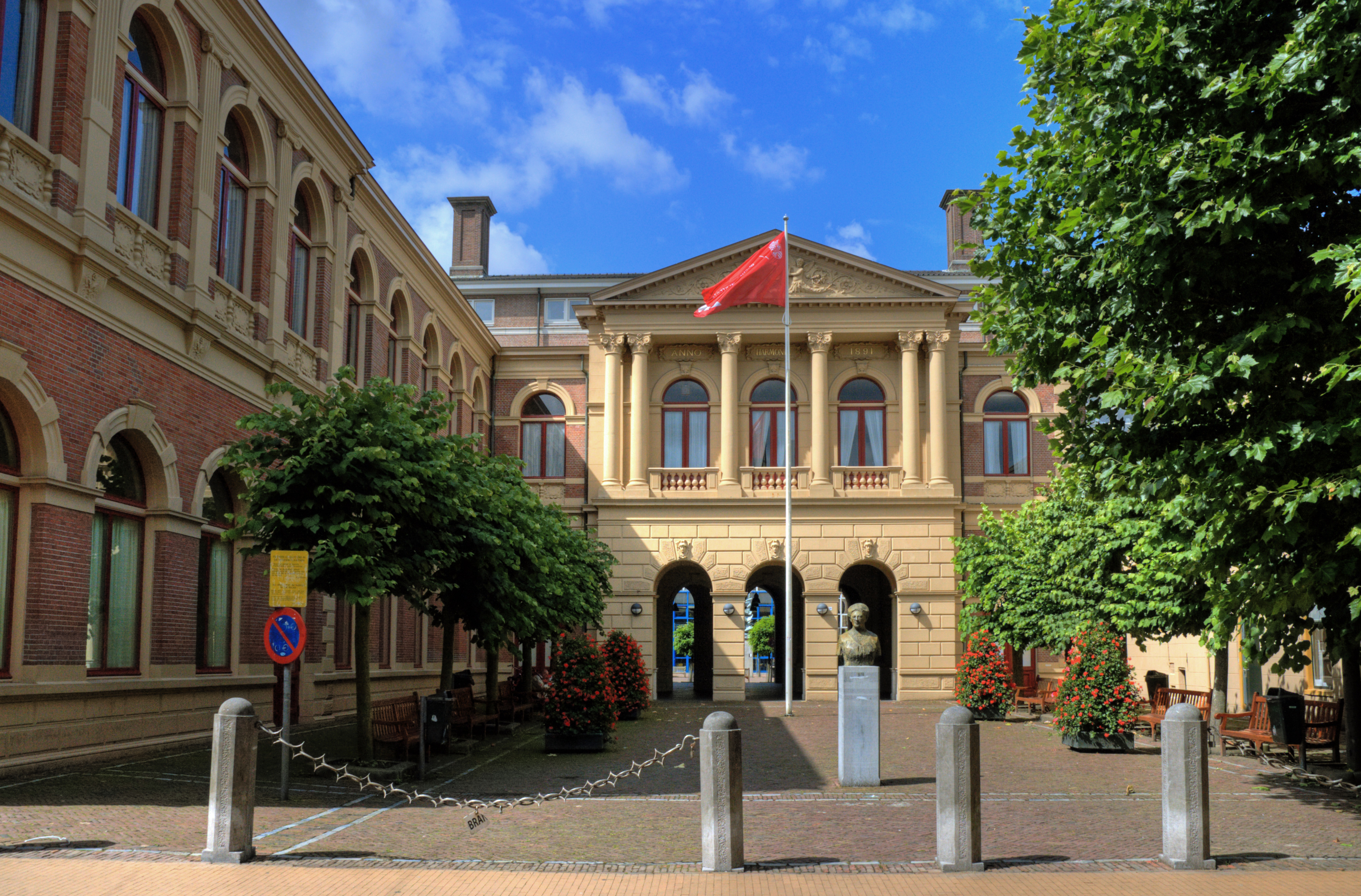
De huidige Harmonie in Groningen is een replica van de voorgevel van de vroegere concertzaal.

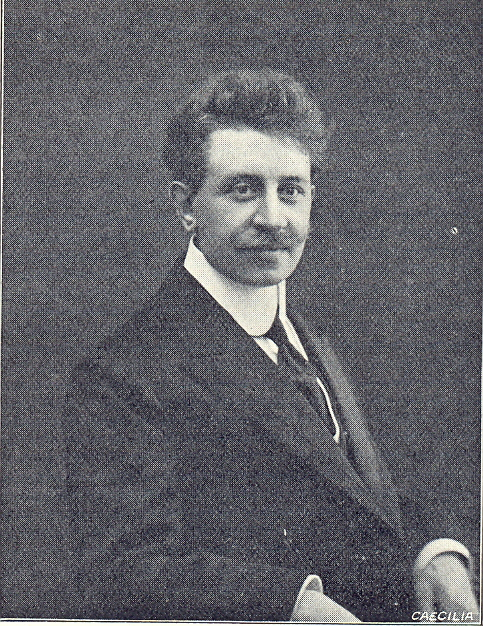
Dirigent Kor Kuiler stond 35 jaar voor de GOV.

Het Noordelijk Filharmonisch Orkest (NFO), tot 1961 genaamd Groninger Orkest Vereniging (GOV), was van 1926 tot 1989 een professioneel symfonieorkest (NNO), gevestigd te Groningen.
De voorloper van het Noordelijk Filharmonisch Orkest was het eerste symfonieorkest in Groningen en tevens in Nederland: het Orchest der Vereeniging De Harmonie, opgericht op 14 november 1862 als onderdeel van de toenmalige sociëteit De Harmonie. In 1926 werd het orkest zelfstandig en ging het verder als de GOV (Groninger Orchest Vereeniging, later Groninger Orkest Vereniging). In 1961 werd de naam van het orkest veranderd in Noordelijk Filharmonisch Orkest ─ orkest van Groningen en Drenthe. Het is in 1989 gefuseerd met het Frysk Orkest tot het Noord Nederlands Orkest (NNO).

## Chef-dirigenten
- 1862-1865: Maurice Hageman
- 1865-1867: Carl Eisner[1]
- 1867-1897: Johannes Henderikus Bekker
- 1897-1905: Marius van 't Kruijs
- 1905-1910: Peter van Anrooy
- 1910-1945: Kor Kuiler
- 1945-1961: Jan van Epenhuysen (tweede dirigent vanaf 1942)
- 1961-1964: Roelof Krol (interim)
- 1964-1989: Charles de Wolff

Landelijk: Koninklijk Concertgebouworkest · Nederlands Philharmonisch Orkest · Nederlands Kamerorkest 

Landelijk/regionaal: Holland Symfonia · Rotterdams Philharmonisch Orkest · Residentie Orkest

Regionaal: Noord Nederlands Orkest · Orkest van het Oosten · Het Gelders Orkest · RBO Sinfonia · philharmonie zuidnederland · Het Zeeuws Orkest 

Orkesten van de Omroep: Radio Filharmonisch Orkest · Radio Kamer Filharmonie · Metropole Orkest

Opgeheven of gefuseerd: Amsterdams Philharmonisch Orkest · Frysk Orkest · Gewestelijk Orkest voor Zuid-Holland · Overijssels Philharmonisch Orkest / Forum Filharmonisch · Nederlands Balletorkest · Noordelijk Filharmonisch Orkest · Noordhollands Philharmonisch Orkest · Omroep Orkest · Radio Kamerorkest · Radio Symfonie Orkest · Utrechts Symfonie Orkest · Brabants Orkest · Limburgs Symfonie Orkest · West Nederlands Symfonie Orkest · Zuid-Hollands Orkest